# Alison Gascoigne
Alison L. Gascoigne (...) è un'archeologa e orientalista inglese, docente di archeologia all'Università di Cambridge e di Southampton.
Dopo aver studiato archeologia presso l'Università di Cambridge, fra il 1992 e il 1995, specializzandosi nel periodo medievale dell'Egitto. Dopo aver ottenuto il lettorato presso la stessa università, entra a far parte del McDonald Institute for Archaeological Research a Cambridge, sviluppando diversi progetti nella terra dei suoi studi, particolarmente il porto di Tinnis, le città di Ansina e di Edfu. Dal 2005 sta lavorando ad un progetto di ricerca insieme al collega David Thomas, che riguarda il Minareto di Jam, nell'Afghanistan centrale; due anni dopo ha lavorato anche a Kabul, nel forte antico della città, e con una serie di lezioni nell'università cittadina. È membro della British Academy.